# Takayus papiliomaculatus
Takayus papiliomaculatus là một loài nhện trong họ Theridiidae.
Loài này thuộc chi Takayus. Takayus papiliomaculatus được miêu tả năm 2005 bởi Chang-Min Yin, Peng & Zhang.